# 宰德普尔
宰德普尔（Zaidpur），是印度北方邦Barabanki县的一个城镇。总人口30065（2001年）。

## 人口
该地2001年总人口30065人，其中男性15574人，女性14491人；0—6岁人口5825人，其中男3091人，女2734人；识字率34.19%，其中男性为42.89%，女性为24.84%。